# Colin Ribton
Colin Ribton (* um 1963 in Harrow) ist Ingenieur, Physiker und Fellow des Institute of Physics. Er arbeitet seit 1985 im Bereich Elektronenstrahl-Materialbearbeitung am TWI in Cambridge und beschäftigt sich dort mit der Computermodellierung von elektronenoptischen Komponenten, dem Entwurf von Hochspannungsstromversorgungen, dem Entwurf und der Optimierung von Strahlungsabschirmungen, der Architektur von Echtzeitsteuerungssystemen, magnetischen Systemen, dem Entwurf von digitaler und analoger Elektronik und der Entwicklung von Verfahren zur Herstellung von Bauteilen für die Energieerzeugung, Nukleartechnik, Luft- und Raumfahrt und Medizin.

## Beruflicher Werdegang
Colin Ribton wurde in Pinner im Stadtteil Harrow von London geboren und ging in Frinton-on-Sea auf die Secondary School, die kurz zuvor eine Comprehensive School (Integrierte Gesamtschule) geworden war. Er schloss sein 1981–1984 an der University of Nottingham durchgeführtes Studium der Theoretischen und Angewandten Physik als BSc ab. Danach begann seine berufliche Karriere als Tontechniker im Broadcasting House des BBC und arbeitete vorübergehend als Lehrer.
Von 1985 bis 2000 arbeitete er als Projektleiter in der Elektronenstrahl-Materialbearbeitungs-Abteilung des TWI in Cambridge. Er setzte das Elektronenstrahlschweißen insbesondere für die Herstellung von Prototypen hochwertiger Bauteile ein, z. B. in der Luftfahrt für die Herstellung von Düsentriebwerken und später in der Nuklearindustrie für große Komponenten, weil das Verfahren zu geringem Verzug und hoher Präzision führt. Aufgrund der geringen Wärmeeinbringung werden auch Turbolader und Zahnräder für die Automobilindustrie mit dem Elektronenstrahl geschweißt, weil dieser den Werkstoff nur im Fügebereich aufschmilzt und den Wärmeeintrag auf diese Weise minimiert. Daher ist es möglich, ein Zahnradzusammenbauteil mit geringem Verzug zu verschweißen, ohne die gehärteten Oberflächen der Zähne anzulassen.
Von 2000 bis 2003 war er 3¾ Jahre Vice President Applications Engineering bei Antenova Ltd in Hatfield (Hertfordshire). Bei diesem damals neu gegründeten Hersteller von Mobilunk-Antennen war er für die Anpassung neuer Technologieentwicklungen an die Produkt-Roadmaps großer Telekommunikationsunternehmen verantwortlich.
Seit Dezember 2003 arbeitet er wieder am TWI und ist dort heute Technology Fellow für Elektronenstrahl-Materialbearbeitung. Er befasst sich mit der Weiterentwicklung wissenschaftlicher Forschungsergebnisse in kommerziell realisierbare industrielle Anwendungen, und das meist in multidisziplinären Teams verschiedener Organisationen. Ein wichtiger Schwerpunkt ist die Anwendung des Elektronenstrahlprozesses und zu bewerten, welche Anlagen erforderlich sind, wie diese optimiert werden können und Methoden zur Qualitätssicherung bereitzustellen.
2013–2017 promovierte er zum Thema Elektronenquellen-Konstruktionsoptimierungsmethoden an der Brunel University London zum PhD. Er leitete die Aktivitäten der am TWI im Rahmen von durch die europäische und britische Regierung finanzierten Verbundprojekten, die sich mit der additiven Fertigung (3D-Druck) unter Verwendung von Elektronenstrahlen für die Medizintechnik und Luft- und Raumfahrtindustrie befassten. Das Elektronenstrahlschweißen in der additiven Fertigung sowohl für die Herstellung von Kleinteilen im Pulverbett als auch für sehr viel größere Objekte mit als Draht zugeführtem Zusatzwerkstoff eingesetzt werden. Diese Anwendungsmöglichkeiten führten zu einer erhöhten Nachfrage nach Elektronenstahlschweißanlagen, die inzwischen vielfach industriell eingesetzt werden. Es ist eine Herausforderung, die anspruchsvollen Erwartungen und Standards dieser Industriesektoren zu erfüllen, aber gerade hier gewinnt die Elektronenstrahl-Materialbearbeitung einen guten Stand außerhalb des konventionellen Elektronenstrahlschweißens, das seit mehreren Jahrzehnten erfolgreich eingesetzt wird.
Außerdem ist er Mitglied des Organisationskomitees der halbjährlich stattfindenden Konferenz über Elektronenstrahltechnologien, Autor zahlreicher Publikationen über die Konstruktion von Elektronenstrahlquellen und Erfinder oder Miterfinder mehrerer erteilter Patente, darunter die Radiofrequenz-angeregte Plasmakanone und die Array-Sonde zur Messung der Elektronenstrahlintensität.

## Veröffentlichungen
- Colin Ribton: High Angle, High Integrity Beam Deflection. “E+E”, Nr. 5–6, 2014.
- Sofia del Pozo, Colin Ribton und David R. Smith: An RF Excited Plasma Cathode Electron Beam Gun Design. “E+E”, Nr. 5–6, 2014.
- Nikolay Rempe, Sergey Kornilov, Alexander Beniyash, Nils Murray, Thomas Hassel und Colin Ribton: Characterisation of electron beams generated by a plasmacathode gun. “E+E”, Nr. 5–6, 2014.
- Aman Kaur, Colin Ribton und W. Balachandaran: Electron beam characterisation methods and devices for welding equipment. In: Journal of Materials Processing Technology, Band 221, Juli 2015, S. 225–232.
- Stephan Kallee: Elektronenstrahl-Charakterisierungs-Verfahren und -Vorrichtungen für Elektronenstrahlschweißmaschinen. Deutsche Übersetzung der englischen Veröffentlichung von Aman Kaur, Colin Ribton und W. Balachandaran. 20. Oktober 2020.
- Aman Kaur, Colin Ribton und Wamadeva Balachandran: Development of a novel device and analysis method for characterising electron beams for welding applications. “E+E”, Nr. 5–6, 2016.
- Colin Ribton, Sofia del Pozo, Wamadeva Balachandran und David Ryan Smith: Design of electron guns using a bespoke genetic algorithm.  “E+E”, Nr. 5–6, 2016.
- Colin Ribton und Sofia del Pozo: Applying evolutionary design to plasma cathode electron guns for material processing. Vorträge der 10. Internationalen Konferenz Strahltechnik, 20.–21. April 2016, Halle (Saale).
- Colin Ribton, Arben Ferhati, Nick Longfield, Phil Juffs: Production weld quality assurance through monitoring of beam characteristics. “Е+Е”, Band 53, Nr. 9–10, 2018.
- Sofia del Pozo und Colin Ribton: Investigation of long-life cathode EB guns for welding of turbochargers. “Е+Е”, Band 53, Nr. 5–6, 2018.

## Patente
- Charged particle collection. US 4,794,259, Anmeldung am 19. März 1987, Veröffentlichung am 27. Dezember 1988.
- Electron beam welding. EP 0 455 502 A2, Anmeldung am 3. Mai 1991. Veröffentlichung am 6. November 1991.
- Magnetic welding fixture for a laser welding system and method. WO 2014/114353 Al, Anmeldung am 25. Januar 2013. Veröffentlichung am 31. Juli 2014.